# Josep Vilaseca i Casanovas
Josep Vilaseca i Casanovas (Barcelona, 10 d'octubre de 1848 – 19 de febrer de 1910) fou un arquitecte, dibuixant i aquarel·lista català. Fou el més pur representant del premodernisme català.

## Biografia
Fill de Jacint Vilaseca i Batlle d'ofici manyà i natural de Reus i d'Antònia Casanovas i Moragas natural de Mataró. Va estudiar arquitectura a Madrid i es titulà el 17 de desembre de 1872. Va viatjar amb Lluís Domènech i Montaner per Alemanya. El 1874 ja era professor de l'Escola d'Arquitectura de Barcelona, de la qual fou catedràtic fins a la seva mort.
Vilaseca fou un arquitecte culte, molt viatjat i elegant que a través dels seus dibuixos precisos i plenament detallats produïa un corpus intel·ligent i ben dissenyat de l'obra arquitectònica. Rosemarie Bletter classifica la seva progressió estilística de la manera següent: "Renaixement, egipci, neomudèjar, Neogòtic, japonès i modernisme". Tot i aquesta transició i el fet que Vilaseca no aconseguí la qualitat dels seus contemporanis famosos, no s'ha d'infravalorar la importància del seu treball.
Després de col·laborar amb Domènech i Montaner durant la Dècada del 1870, va dissenyar la fàbrica taller per a Francesc Vidal i Jevellí (1879-1884), plena de detalls locals dins de les seves referències clàssiques, i l'estudi-temple per als germans Masriera (1882), encara profundament imbuït de la recuperació històrica de la Renaixença.
A la tomba Batlló (1885), la Casa Pla (1885-1886) i la Casa Bruno Cuadros (1885-1895), coneguda popularment com la Casa dels paraigües, es manifesta una clara influència egípcia, derivada remotament de l'exotisme oriental de moda a França provocat per l'expedició de Napoleó a Egipte, revifat ara per les connexions de Barcelona i Ferdinand de Lesseps, el constructor del canal de Suez.
L'elecció, per part de Vilaseca, del maó per a la construcció de l'Arc de Triomf de Barcelona per l'exposició Universal de 1888 és d'una importància fonamental. Encara que considerat un material 'pobre', no només el va utilitzar Vilaseca, sinó també Domènech, que ho feu servir per al seu restaurant, Pere Falqués per al pavelló agrícola, Gaietà Buïgas per al pavelló naval, Josep Fontserè i Mestre per al seu Umbràcul, i en molts altres llocs del recinte. A més de donar cohesió als diversos edificis, la selecció de material també demostra una actitud, ja que es tracta d'un material d'arrels hispàniques present a les construccions àrabs i mudèjars.
Des d'aquest punt cap endavant, Vilaseca retorna a un vocabulari bàsicament medieval; dissenya "congelant" la forma més que deixant-la fluir com feien Domènech i Montaner o Gaudí.
Els seus detalls eren refinats, amb tota la definició dels seus dibuixos precisos, com es pot veure a les tres cases construïdes per a la família Batlló (entre 1892 i 1896) i finalment a la seva casa per a Joaquim Cabot (1901-1905), on comença a incorporar-se al generalitzat corrent del Modernisme. Precisament perquè no era en l'avantguarda, l'obra de Vilaseca és interessant per la consistència d'un veritable representant de la creativitat arquitectònica.
Casat amb Ramona Serra i Serrallonga (fillastra de Josep Comas d'Argemir) varen ser pares del fotògraf i aficionat de la boxa Joan Vilaseca i Serra, d'Eduard i de Montserrat.

## Altres obres destacades
- Casa Vilaseca, a la plaça d'Urquinaona, desapareguda (1874)
- Panteó d'Anselm Clavé al Cementiri de Poble Nou (Barcelona, Catalunya) (amb Lluís Domènech i Montaner) 1874-1876
- Cambril de la Mare de Déu de la Bonanova (Barcelona, Catalunya) (amb Lluís Domènech i Montaner) (1876)
- Taller d'art de Francesc Vidal i Jevellí, dedicat a les arts gràfiques, al carrer de la Diputació 326 i Bailèn 60 (1881). Posteriorment, el 1892, una part va ser convertit en convent-escola Sagrat Cor per Enric Sagnier.
- Estudi en forma de temple clàssic per als germans Masriera (1882)
- Monument a Bonaventura Carles Aribau, al Parc de la Ciutadella. Vilaseca fou l'arquitecte i Manel Fuxà i Leal l'escultor (1884)
- Casa de Narcís Pla al carrer de Pelai, 11 (Barcelona). (1885)
- Panteó Família Batlló al cementiri de Montjuïc amb escultures de Manel Fuxà. (1889)
- Monument a Josep Anselm Clavé, al Passeig de Sant Joan. Vilaseca fou l'arquitecte i Manel Fuxà i Leal l'escultor. (1888)
- Arc de Triomf, porta d'entrada als espais de l'Exposició Universal de 1888.
- Casa Bruno Cuadros, a la Rambla, 82 (Barcelona). Es tracta d'una reforma del 1888 d'un edifici de principis del segle xix.
- Casa Pia Batlló, a la rambla de Catalunya, 17 cantonada Gran Via (1891).
- Cases Àngel Batlló, al carrer de Mallorca 253-257. (1891)
- Cases Enric Batlló, al carrer de Mallorca 259 amb passeig de Gràcia 75. (1895)
- Cases Àngel Batlló, al carrer de Mallorca 315. (1895)
- Cases Cabot, al carrer de Roger de Llúria 8-10 i 12-14 (1901).
- Casa Dolors Calm, rambla Catalunya 54. És una reforma del 1903 sobre un edifici de 1879.
- Casa Comas d'Argemir, a l'avinguda de la República Argentina, 92 (1904).

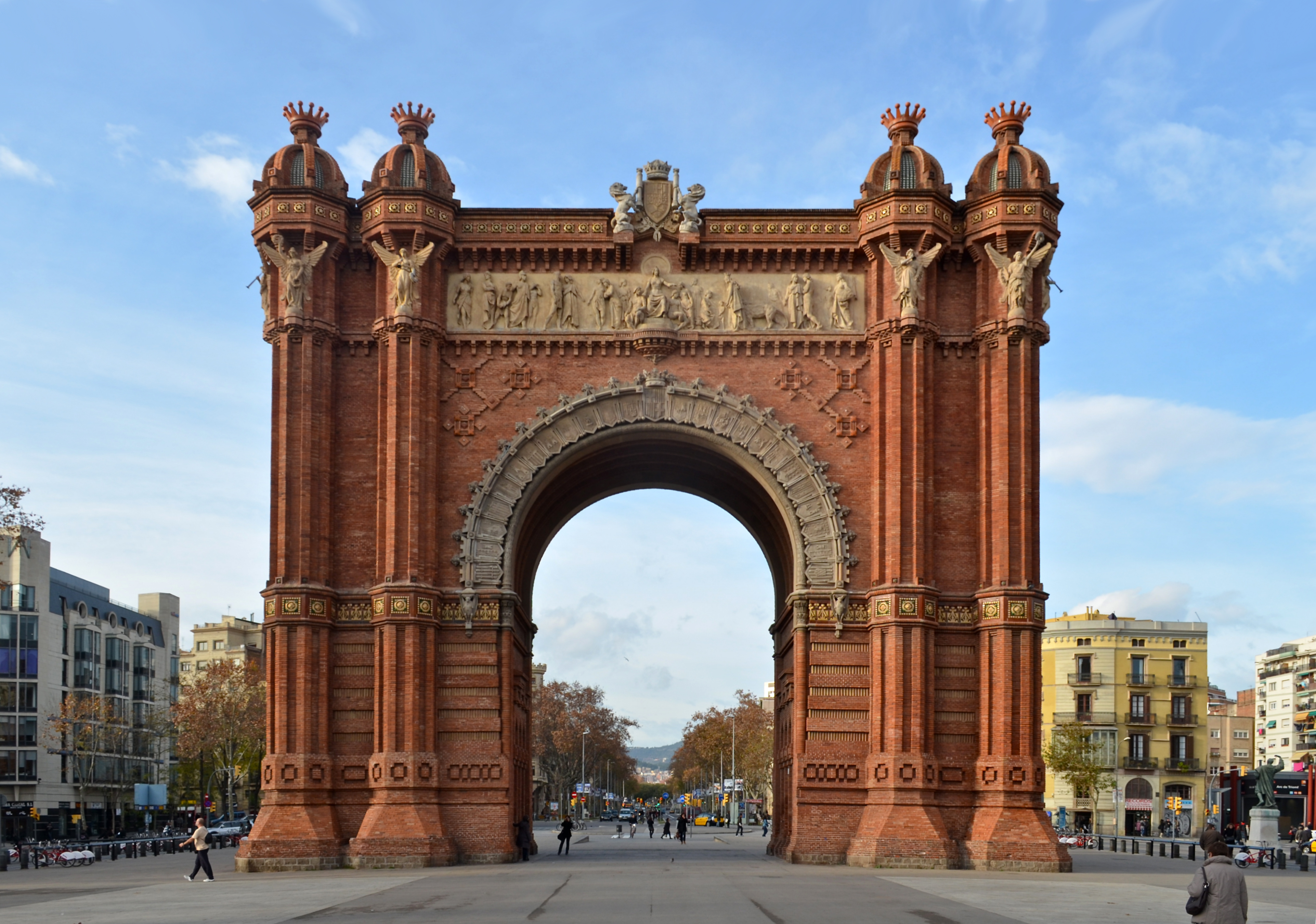
Arc de Triomf de Barcelona
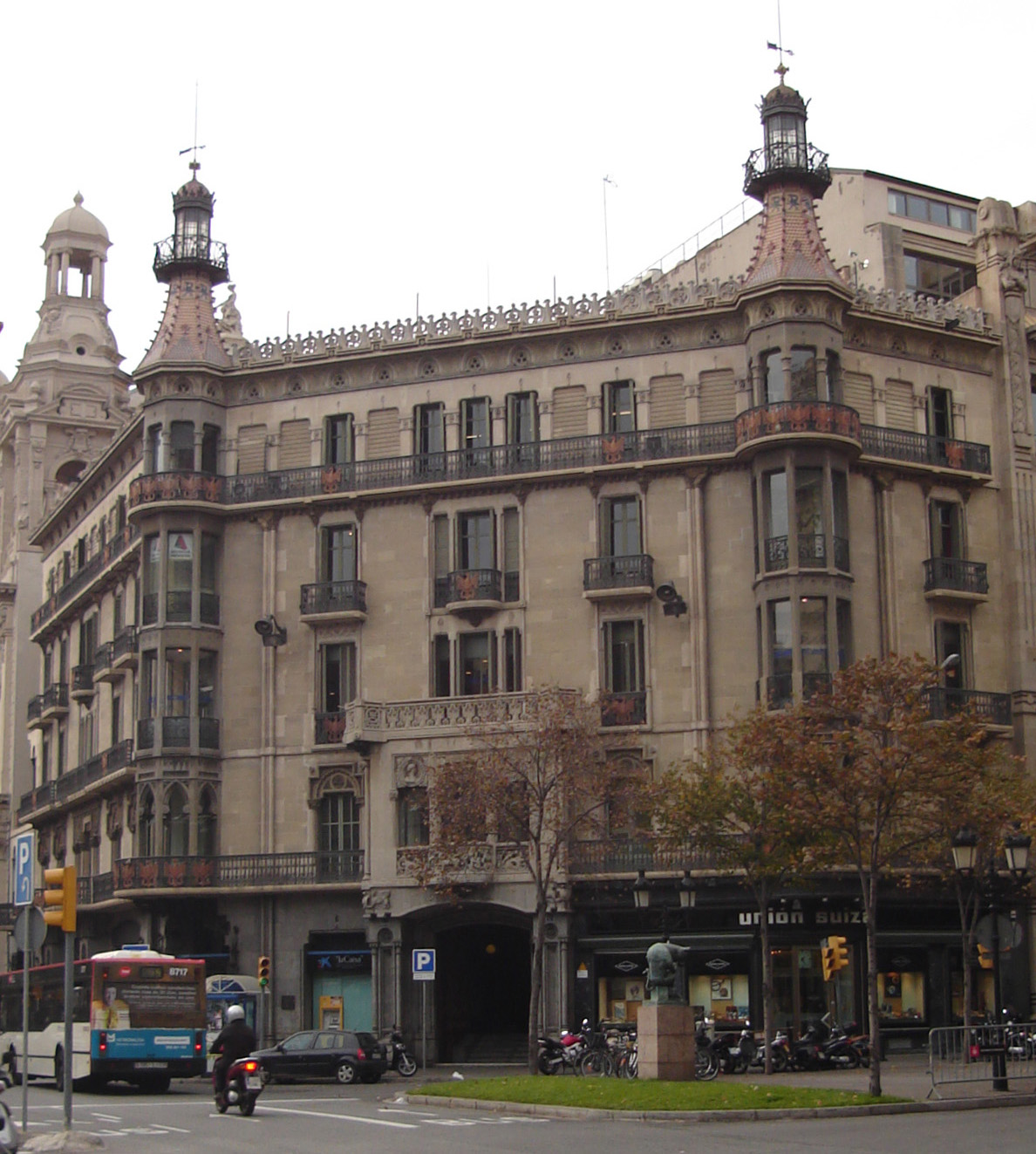
Casa Pia Batlló
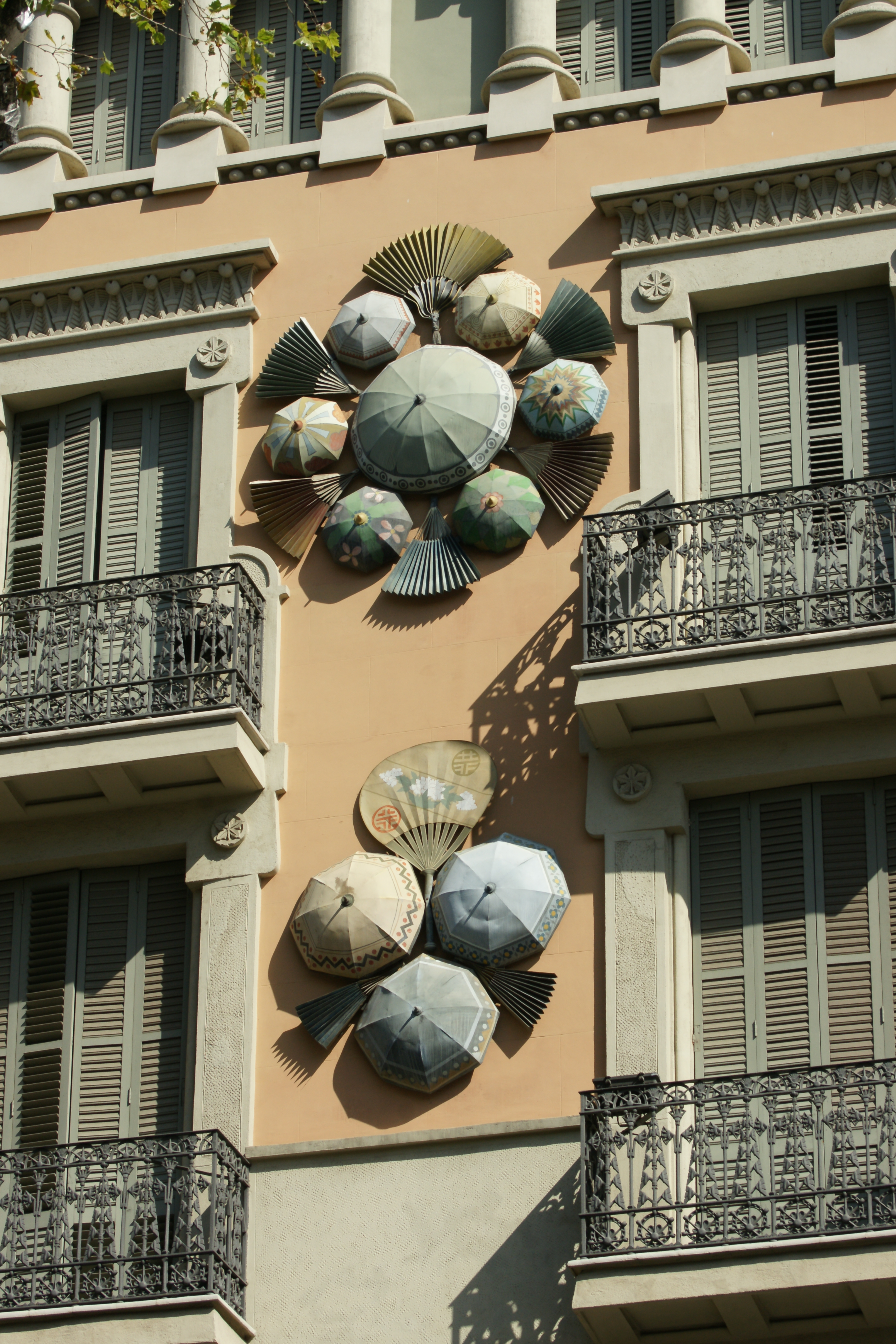
Casa Bruno Cuadros, coneguda com la Casa dels paraigües
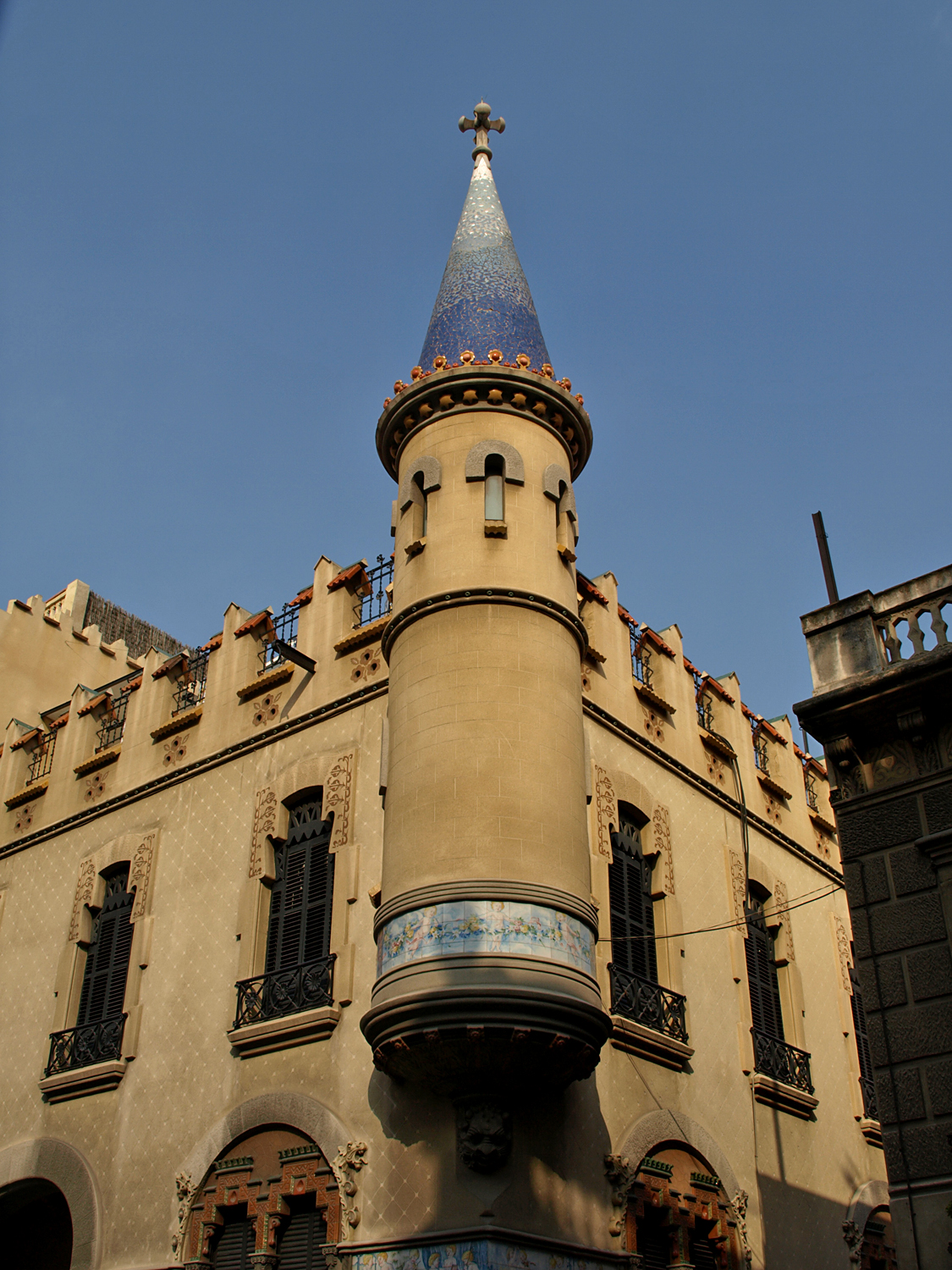
Casa Comas d'Argemir
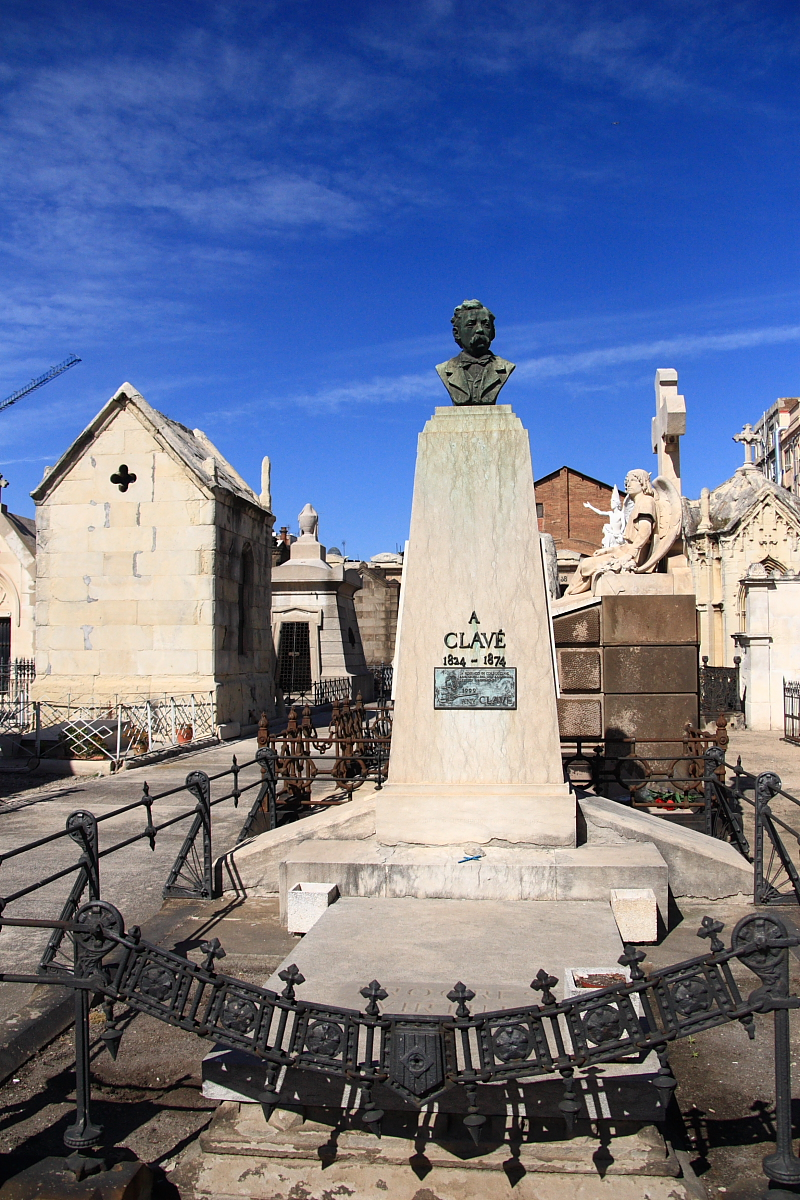
Panteó d'Anselm Clavé al Cementiri de Poble Nou
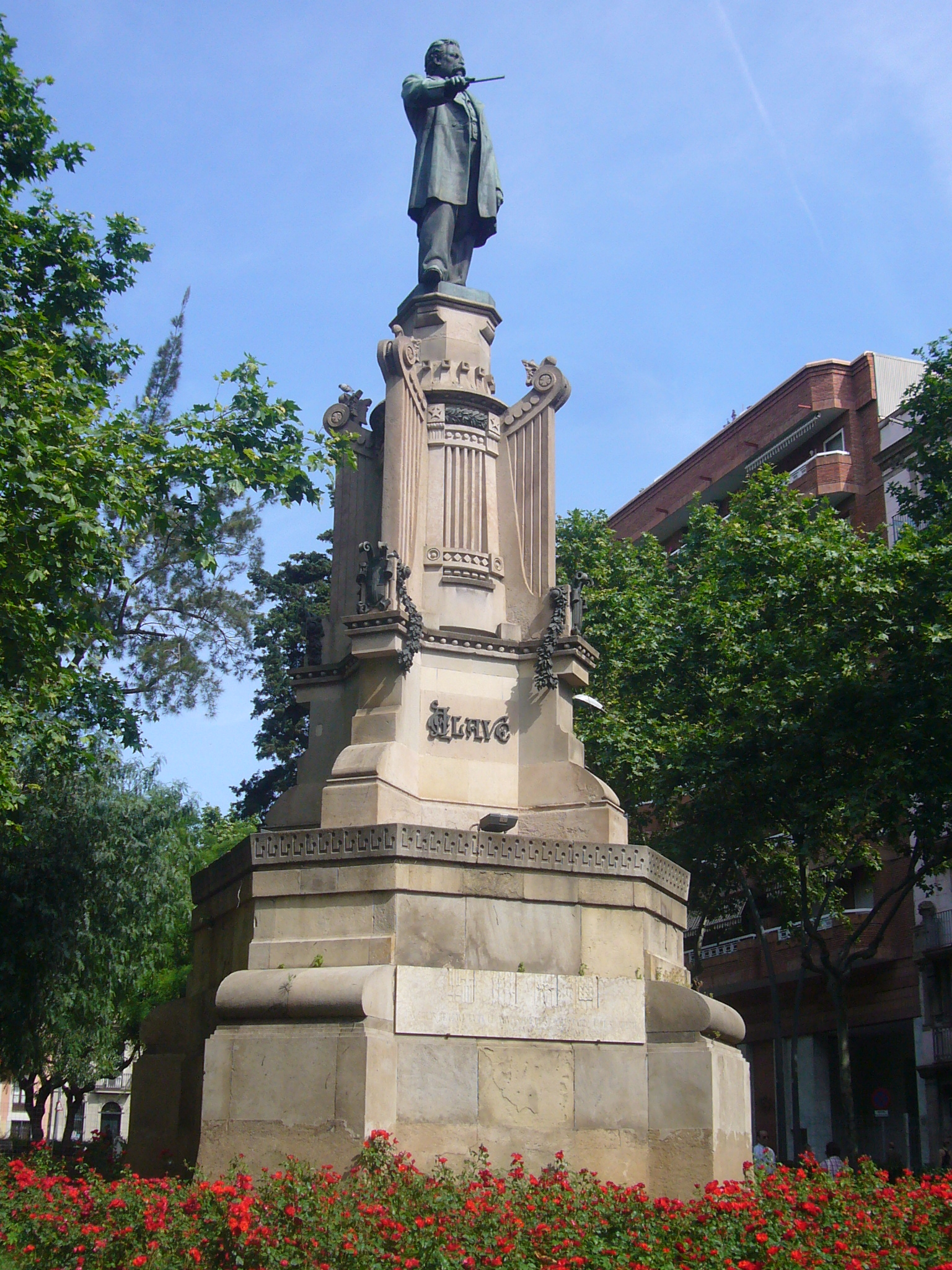
Monument a Anselm Clavé al passeig de Sant Joan